# Laniarius
Laniarius là chi chim thuộc họ Malaconotidae.

## Các loài
Chi này gồm các loài sau:
| - Laniarius leucorhynchus. - Laniarius poensis. - Laniarius willardi. - Laniarius fuelleborni. - Laniarius funebris. - Laniarius luehderi. - Laniarius brauni. - Laniarius amboimensis. - Laniarius ruficeps. - Laniarius aethiopicus. | - Laniarius major. - Laniarius erlangeri. - Laniarius sublacteus. - Laniarius ferrugineus. - Laniarius bicolor. - Laniarius turatii. - Laniarius barbarus. - Laniarius mufumbiri. - Laniarius erythrogaster. - Laniarius atrococcineus. - Laniarius atroflavus. |